# 鴨川農業協同組合
鴨川農業協同組合（かもがわのうぎょうきょうどうくみあい、略称:JA鴨川、鴨川農協）はかつて千葉県鴨川市に本所を置いていた農業協同組合。
2009年3月1日に安房農業協同組合と合併したため、安房農業協同組合として新たなスタートを切った。

## 合併まで
- 1973年5月　旧鴨川市域の江見･大山･吉尾･主基・鴨川･天津の6つの農業協同組合が合併し鴨川農業協同組合の誕生。
- 安房農協の誕生時、当農協も合併予定だった[要出典]が土壇場で、合併内容に異議を申し立て、離脱[要出典]。隣接の小湊農協が安房農協に合併され、のちの小湊支店が安房農協の飛び地状態になる。
- 県内の農協の大同合併策「7JA」に伴い、安房・長生・いすみとともに「ちば南」を形成予定だったが、延期[要出典]。
- 2009年3月1日　当農協が赤字のため黒字の安房農業協同組合の補助されるがために、今度は当農協から誘いを入れ、受諾される[要出典]。よって安房農協に吸収合併され、鴨川農協は消滅した。
- 将来的には再び、「7JA」合併が予測されるため、この合併はその前段階だとしている[要出典]。